# Seraina Mischol
Seraina Mischol, née le 1er décembre 1981 à Samedan est une fondeuse suisse en activité depuis 1999.

## Carrière
Seraina Mischol a débuté en Coupe du monde en décembre 1999 à Engelberg. En 2004, elle obtient son premier top 10 dans un sprint à Düsseldorf. Finalement, elle réalise sa meilleure saison en 2007-2008 où elle dispute deux finales en sprint à Düsseldorf et à Otepää achevées à la cinquième place.
Elle participe en 2006 aux Jeux olympiques de Turin, où son meilleur résultat est une quinzième place sur le dix kilomètres.
En 2011, on lui diagnostique une sclérose en plaques, ce qui néanmoins l'empêche pas de continuer sa saison.

## Palmarès

### Jeux olympiques
| Épreuve / Édition | Sprint | Sprint                           | 10 km                            | 10 km     | Poursuite 2 × 7,5 km | 30 km | Relais | Relais   |
| Épreuve / Édition | libre  | classique                        | libre                            | classique | Poursuite 2 × 7,5 km | 30 km | Sprint | 4 × 5 km |
| JO 2006 Turin     | 32e    | Épreuve inexistante à cette date | Épreuve inexistante à cette date | 15e       | —                    | —     | —      | 11e      |

### Coupe du monde
- Meilleur classement général : 15e en 2008.
- Meilleur résultat individuel : 5e à deux reprises.

### Autres
- Médaillée de bronze au 15 km libre à Karpacz-Szklarska en 2001 à l'occasion des Championnats du monde junior
- 2 titres de championne de Suisse